# Kneria polli
Kneria polli är en fiskart som beskrevs av Trewavas, 1936. Kneria polli ingår i släktet Kneria och familjen Kneriidae. IUCN kategoriserar arten globalt som livskraftig. Inga underarter finns listade i Catalogue of Life.